# Góry Kiso

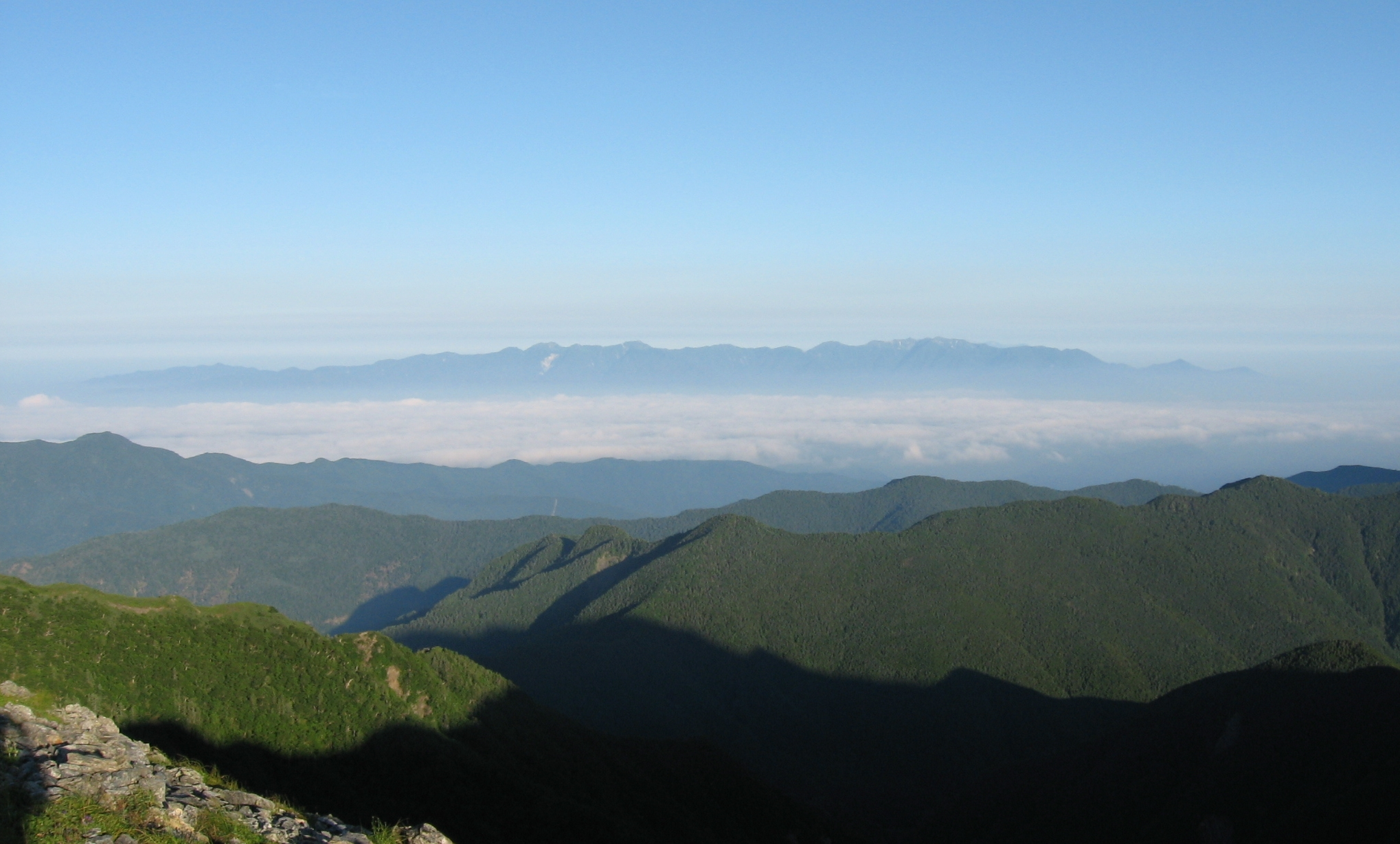
Góry Kiso (Alpy Centralne) widziane ze schroniska górskiego na Kita-dake.

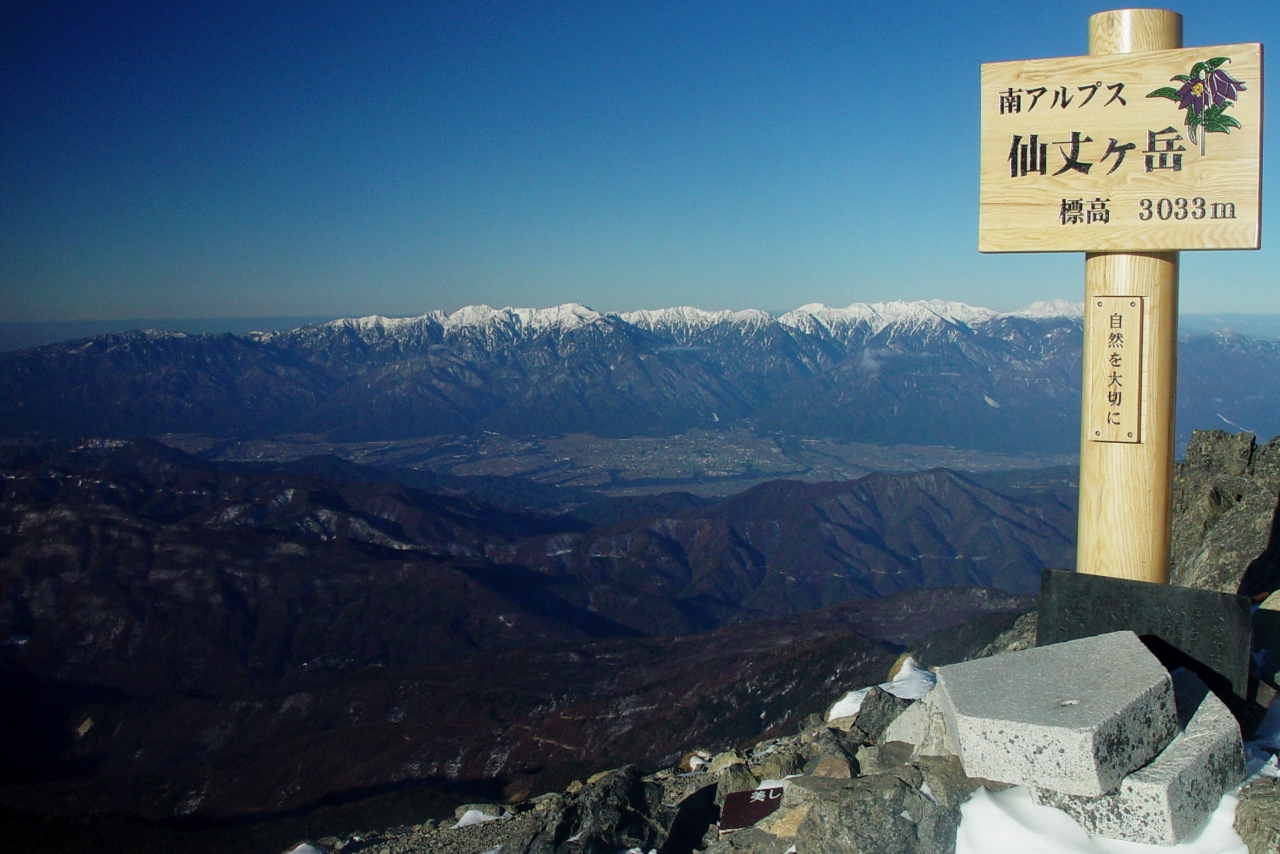
Góry Kiso widziane ze szczytu Senjō (Alpy Południowe).

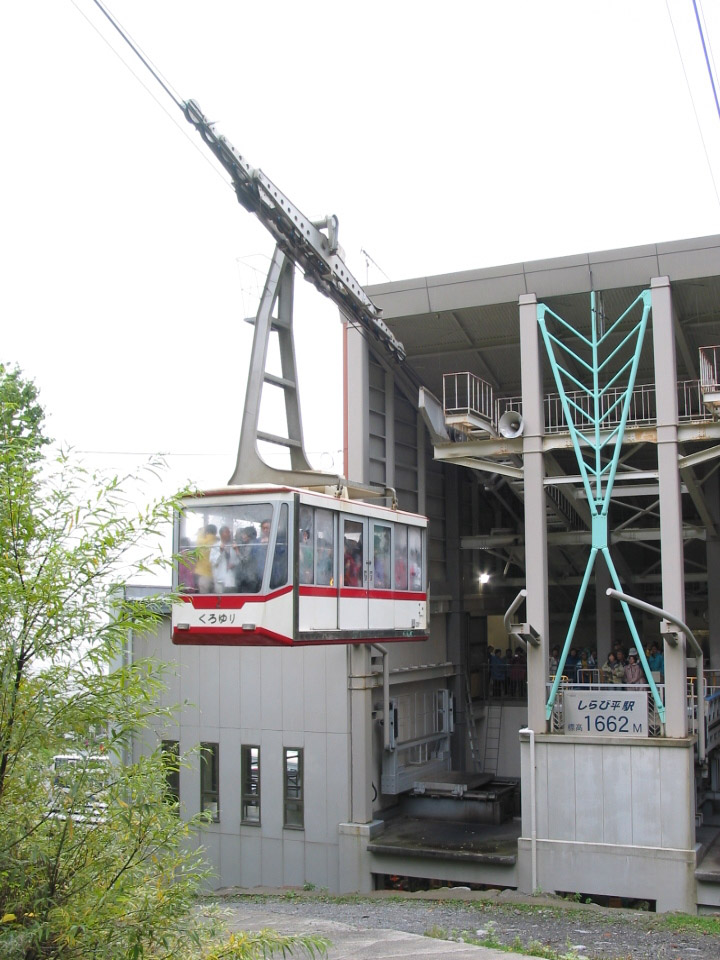
Kolejka górska na Koma-ga-take.

Góry Kiso (jap. 木曽山脈 Kiso-sanmyaku), zwane inaczej Środkowymi Alpami Japońskimi (jap. 中央アルプス Chūō-Arupusu) - łańcuch górski znajdujący się w całości w prefekturze Gifu i Nagano w Japonii.

## Najwyższe szczyty
- Koma-ga-take (2 956 m)
- Utsugi-dake (2 864 m)
- Minami-Koma-ga-take (2 841 m)
- Anbeiji-san (2 363 m)
- Kyō-ga-take (2 296 m)
- Ena (2 191 m)